# Министерство здравоохранения и социального обеспечения (Норвегия)
Министерство здравоохранения и социального обеспечения (Норвегия) отвечает за политику в области здравоохранения, общественного здравоохранения, службы здравоохранения и санитарного законодательства в Норвегии, за обеспечение населения медицинских услуг на принципе равенства и независимо от места жительства и финансовых обстоятельств.
Министр здравоохранения и социального обеспечения является главой министерства. Норвежский совет по вопросам здравоохранения является национальным государственным учреждением при Министерстве здравоохранения и социального обеспечения.

## Дочерние компании
Министерство управляет четырьмя региональными органами здравоохранения в Норвегии:
- Центральной Норвегии
- Северной Норвегии
- Южной и Восточной Норвегия
- Западной Норвегии

## Подведомственные органы
- Норвежский директорат по здравоохранению и социальным вопросам
- Норвежский совет по здравоохранению
- Норвежский институт общественного здравоохранения
- Норвежская система компенсации для пациентов
- Норвежское агентство по лекарственным средствам
- Национальный институт исследований алкоголизма и наркомании
- Норвежский научный комитет по безопасности пищевых продуктов
- Норвежское агентство по радиационной защите
- Норвежский совет труда и по социальному обеспечению
- Норвежское управление по безопасности продуктов питания
- Норвежский консультативный совет по биотехнологиям